# Лыкшин, Василий Сергеевич
Васи́лий Серге́евич Лы́кшин (27 января 1987, Горки-2, Московская область — 18 октября 2009, Москва) — российский актёр, получивший известность после выхода сериала «Громовы» и фильма «Сволочи».

## Биография
Родился 27 января 1987 года в ПГТ Горки-2. Его родителей — Татьяну Вячеславовну и Сергея Владимировича Лыкшиных — лишили родительских прав решением Одинцовского городского суда 20 мая 1994 года.
1 сентября того же года Василий Лыкшин был направлен в Зайцевский детский дом, расположенный в Одинцовском районе, «для проживания и дальнейшего обучения».
С декабря 1999 года Лыкшин состоял на учёте в ГППН за совершение мелкого хулиганства, неоднократно обсуждался на заседаниях комиссии по делам несовершеннолетних Одинцовского района.
27 ноября 2001 года он украл канцелярские принадлежности из одного из кабинетов детдома, после чего 19 декабря того же года комиссия по делам несовершеннолетних и защите их прав Одинцовского района приняла первое решение о необходимости направить его в спецучилище.
В 2002 году, когда Василию Лыкшину было 15 лет, режиссёр Светлана Стасенко пригласила его попробовать себя в кино и дала ему одну из главных ролей в фильме «Ангел на обочине».
15 марта того же года по постановлению Одинцовского городского суда Московской области от 4 марта 2002 года он был направлен для воспитания в Себежское специальное профессиональное училище № 1 закрытого типа сроком на 1 год 6 месяцев за совершение общественно опасного деяния в ночь на 3 января 2002 года, предусмотренного статьёй 213 части 1 УК РФ (хулиганство).
В декабре 2002 года, по ходатайству училища и киногруппы фильма «Ангел на обочине», решением Себежского районного суда пребывание Василия Лыкшина в спецучилище было прекращено досрочно. Позже Светлана Стасенко оформила над ним опекунство.
В возрасте 18 лет Василий принял решение вернуться жить к матери, братьям и сестре. Братья — Павел (род. 1985) и Валерий (род. 28 мая 1996), сестра Анастасия (27 апреля 1984 — 14 октября 2012).
Скончался на 23-м году жизни от сердечно-сосудистой недостаточности в ночь на 18 октября 2009 года.
20 октября 2009 года похоронен на Знаменском кладбище в посёлке Горки-2.
Был женат. Вдова — Елена (род. 1982), дочь — Кира (род. 3 января 2009), приёмный сын (старший сын Елены) — Никита (род. 11 января 2002).

## Фильмография
| Год  |   | Название             | Роль                   |
| ---- | - | -------------------- | ---------------------- |
| 2004 | ф | Ангел на обочине     | Мишка в детстве        |
| 2006 | ф | Сволочи              | Лаврик                 |
| 2006 | с | Громовы              | Александр Громов       |
| 2008 | с | Громовы. Дом надежды | Александр Громов       |
| 2008 | с | Почтальон            | пьяный парень в поезде |
| 2009 | с | Ранетки              | Алексей Смирнов        |
| 2009 | с | Дом на Озёрной       | Юра Дедюхин            |